# 平塚車站
平塚車站（日语：／ Hiratsuka eki */?）是東日本旅客鐵道（JR東日本）東海道本線鐵路車站，位於日本神奈川縣平塚市寶町，是平塚市唯一的車站。車站編號為JT 11。
目前有東京站起迄系統、經新宿站直通高崎線的湘南新宿線、經東京站與上野站直通宇都宮線及高崎線的上野東京線等三個運行系統停靠。

## 歷史

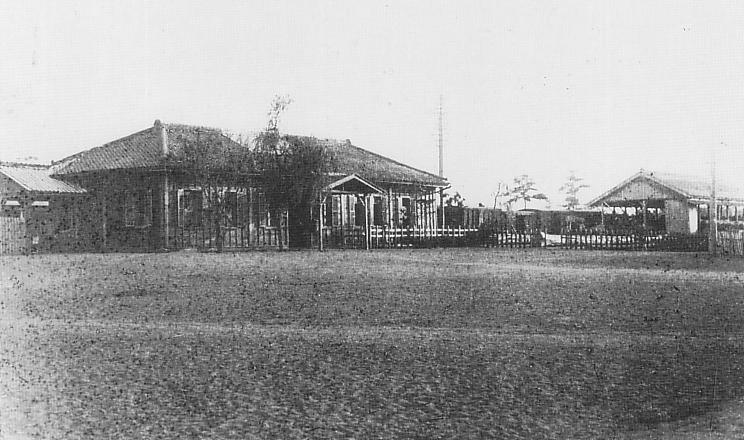
明治時期的平塚站

- 1887年（明治20年）7月11日：官設鐵道的舊橫濱站至國府津站通車，國有鐵道平塚站開業。
- 1898年（明治31年）5月15日：專用線啟用。
- 1906年（明治39年）7月1日：平塚支線開通。
- 1909年（明治42年）10月12日：制定線路名稱，屬東海道本線。
- 1923年（大正12年）9月1日：關東大地震造成土壤液化，馬入川鐵橋毀壞。
- 1924年（大正13年）4月1日：平塚支線廢除。
- 1971年（昭和46年）9月25日：客貨分離，貨物處理業務轉給新設的相模貨物站（日语：相模貨物駅）。
- 1973年（昭和48年）6月26日：車站大樓「LUSCA平塚」完工（日本第一座國鐵出資車站大樓）[2]。
- 1986年（昭和61年）11月1日：廢除行李處理業務。
- 1987年（昭和62年）4月1日：國鐵分割民營化，本站劃屬東日本旅客鐵道（JR東日本）。
- 2001年（平成13年）11月18日：IC卡「Suica」啟用。
- 2009年（平成21年）：北口站前廣場無障礙化[3]。
- 2013年（平成25年）7月5日：童謠《七夕》（たなばたさま）」成為本站發車音樂[4]，是東海道線東日本區間第二座導入當地音樂的車站，次於品川站。
- 2013年（平成25年）10月31日：平塚站西口設置電梯[5]。
- 2014年（平成26年）
  - 4月26日：車站大樓「LUSCA平塚」一樓翻新[2]。
  - 6月12日：車站大樓「LUSCA平塚」地下一樓翻新[6]。
- 2019年（平成31年、令和元年）
  - 3月28日：車站大樓「LUSCA平塚」翻新[7]。
  - 8月31日：VIEWPLAZA（日语：びゅうプラザ）結束營業[8]。

## 車站構造
本站是島式月台2面4線構造的地面車站，站房採跨站式站房設計。付費區出入口分為東口與西口兩處，其中作為主要出入口的東口，其北口設有車站大樓「LUSKA平塚」，南口設有「平塚LUSKA南館」。西口僅有站房與檢票口。
本站為直營站，下管大磯站。站內有自動驗票閘門、自動售票機、指定席售票機、Liner售票機、綠色窗口、NewDays等設施。電扶梯設於東口。
湘南平塚七夕祭舉行期間，東口檢票口北側會開設出站專用的臨時檢票口紓解人潮。

### 月台配置
本站月台採島式月台2面4線設計，1、4號月台為本線，2、3號月台為側線，供等級較低列車待避優等列車及以本站折返列車使用。
| 月台 | 路線     | 方向 | 目的地                                                              | 備註                |
| ---- | -------- | ---- | ------------------------------------------------------------------- | ------------------- |
| 1、2 | 東海道線 | 上行 | 橫濱、品川、東京、上野、澀谷、新宿方向 （上野東京線）（湘南新宿線） | 部分列車停靠3號月台 |
| 3、4 | 東海道線 | 下行 | 小田原、熱海、沼津方向                                              |                     |

（來源：JR東日本:車站構內圖 （页面存档备份，存于））
- 1、4號線線是主本。2、3號線是等待特急、快速通過或轉乘的列車，或是本站折返橫濱方向列車所使用。
- 行駛於快速「Acty」與「湘南Liner」前方的所有部下行普通列車與部分上行普通列車會在本站待車。
- 2007年3月18日改點後，上行月台增設Suica綠色券售票機。同時，唯一停車的特急「東海」也正式廢除。但在2021年3月13日改點起，取代Liner的特急「湘南」正式上路，下行全列車與上行部分列車將停靠本站[10]。
- 原先4號線月台的看板方向資訊顯示「國府津、沼津、名古屋、大阪方向」，但在2010年2月改為LED照明看板後，不再顯示「名古屋、大阪方向」。
- 並行的東海道貨物線未設置月台。
- 3、4號線由於東京方向位於彎道上，視線不佳，且本站乘客較多，因此全日有站員在月台指揮。

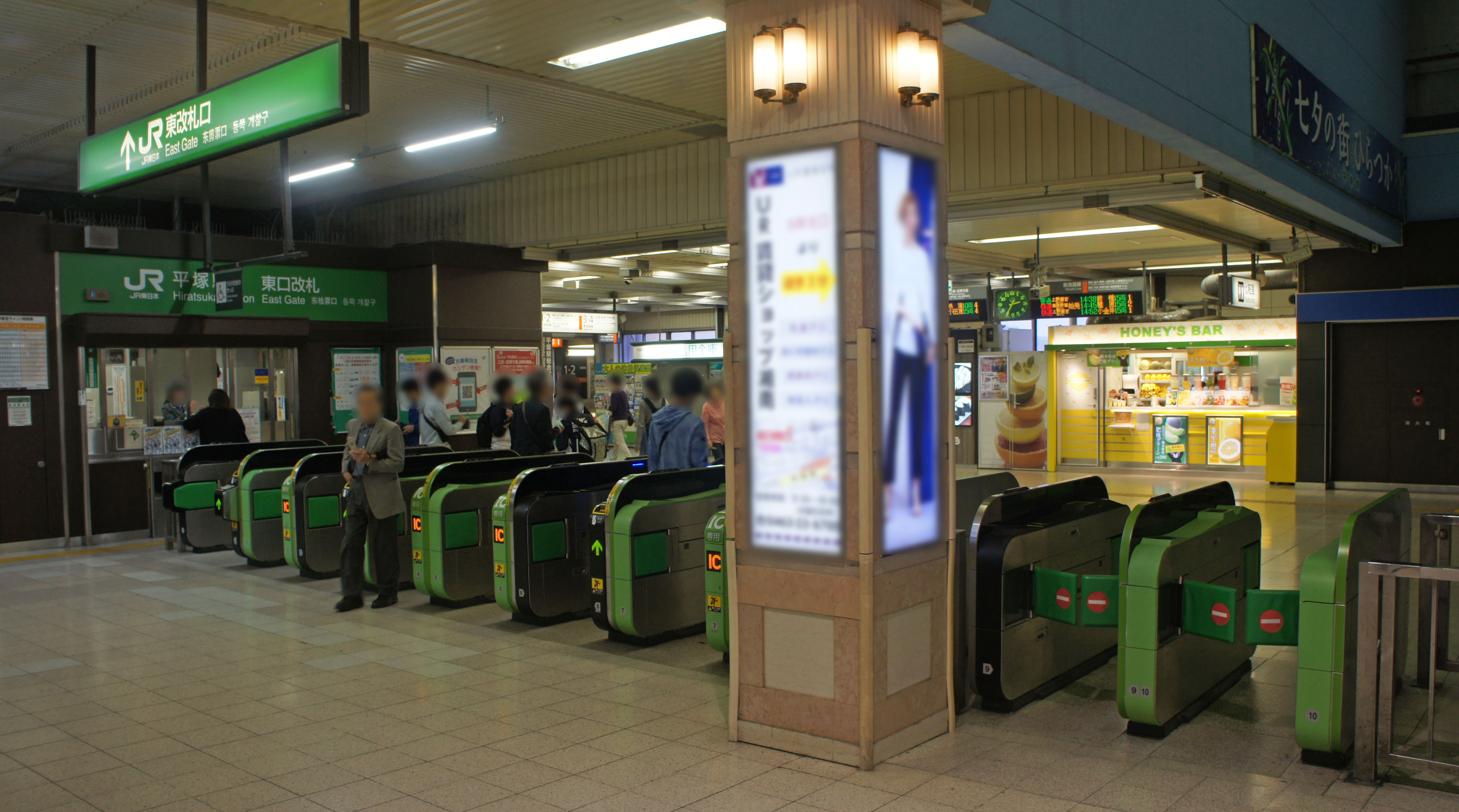
東口閘口（2019年6月）
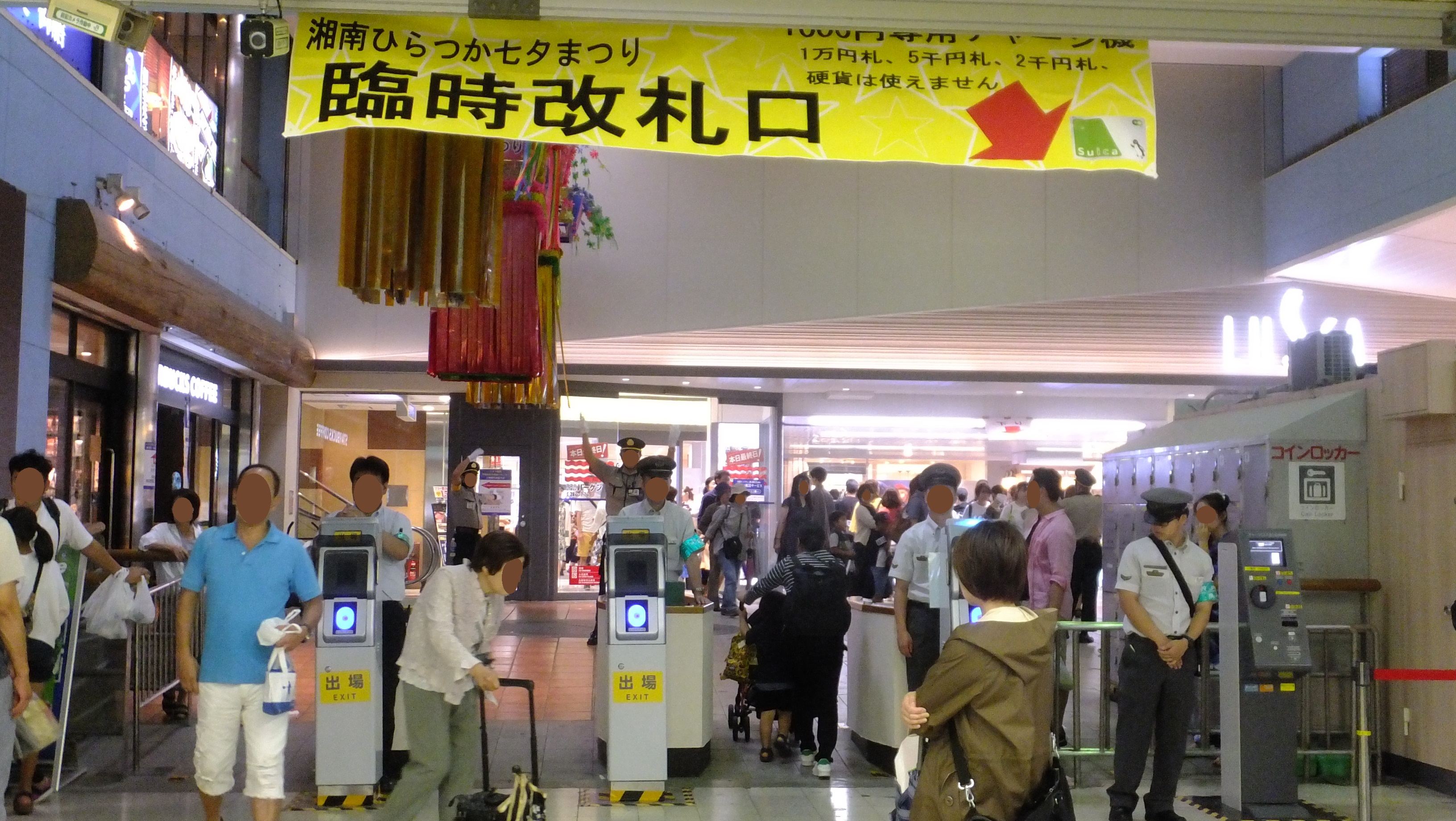
舉辦「七夕節」時開設的北口臨時閘口（2019年7月）
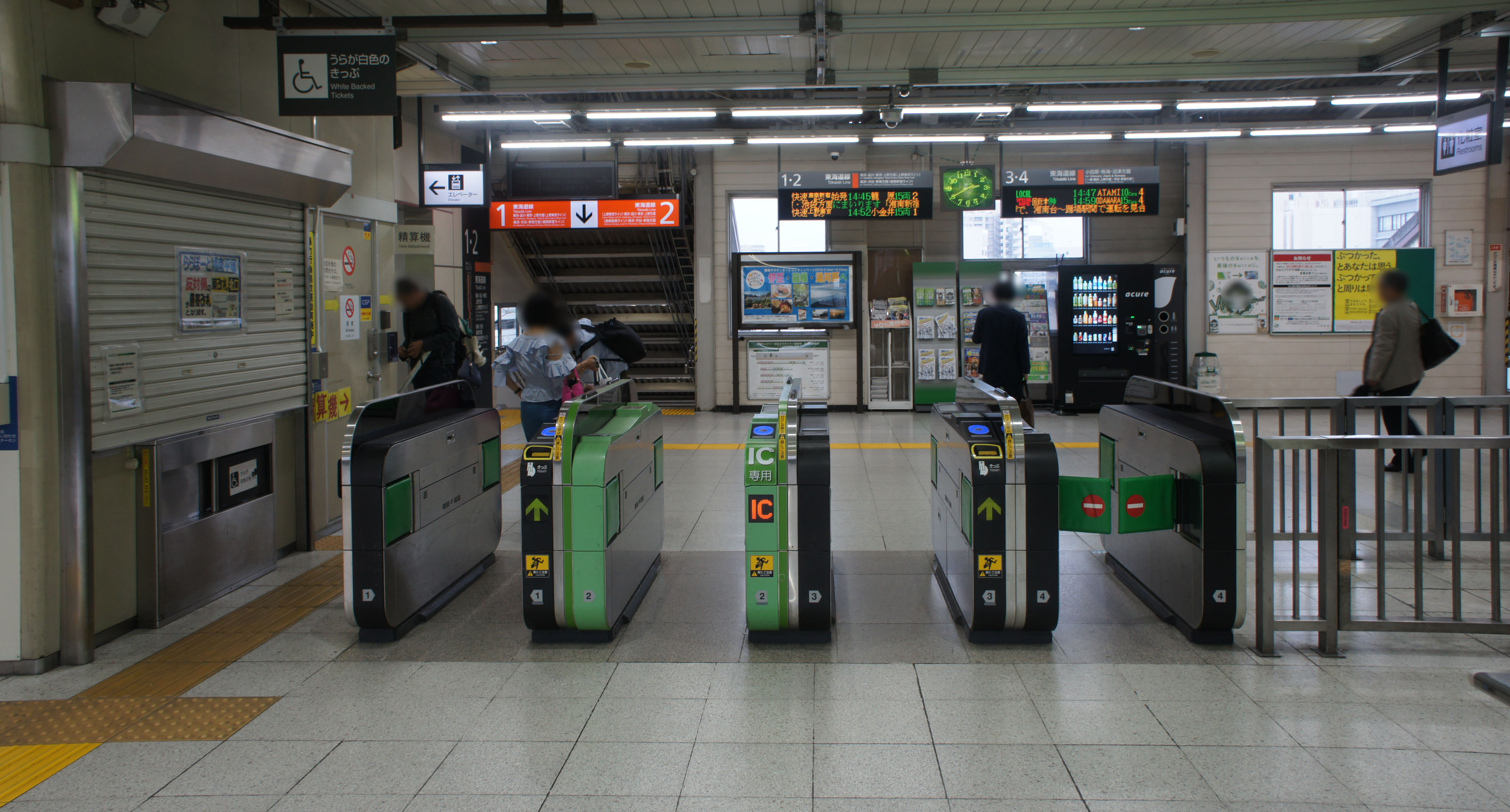
西口閘口（2019年6月）
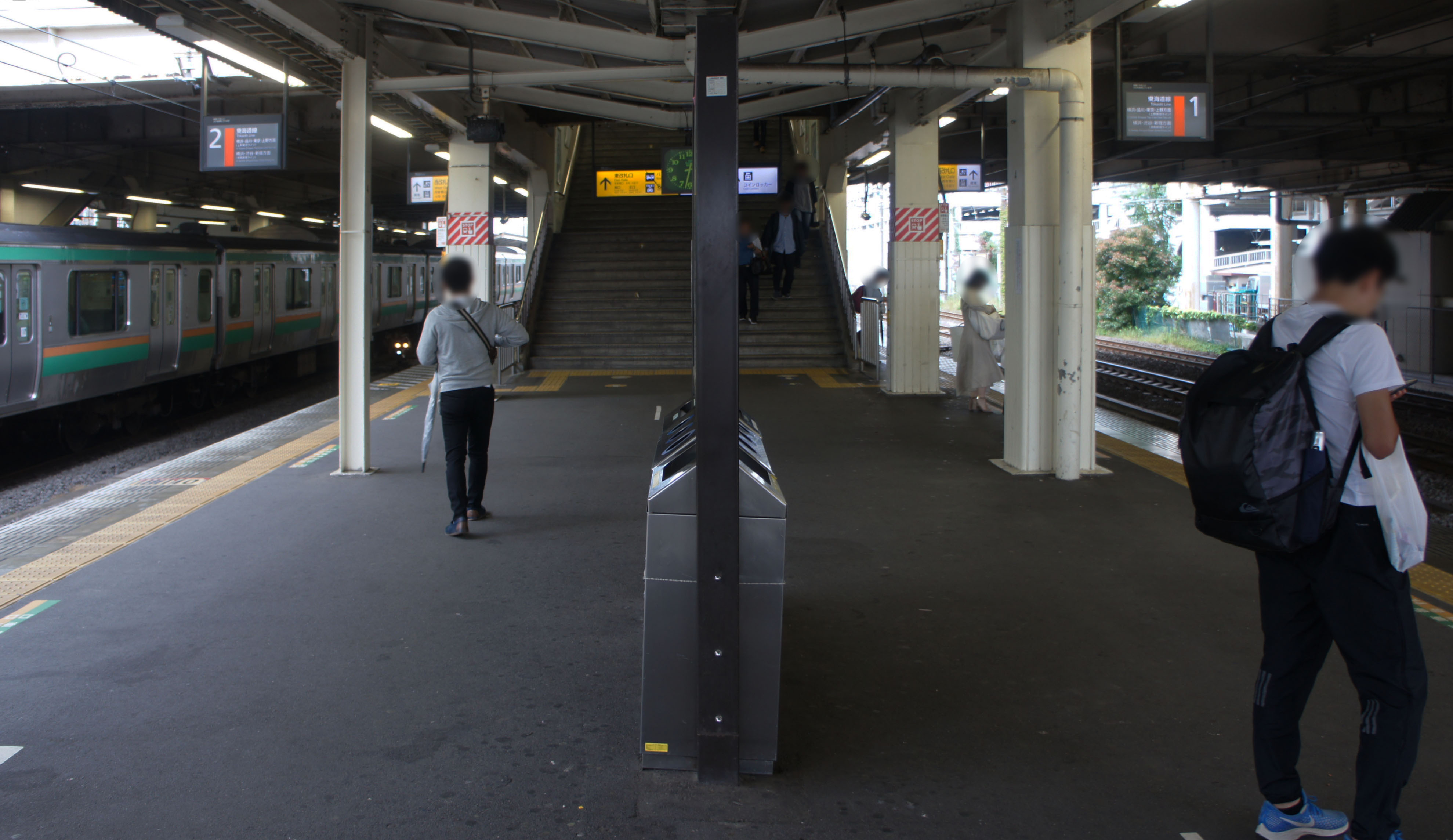
1、2號月台（2019年6月）
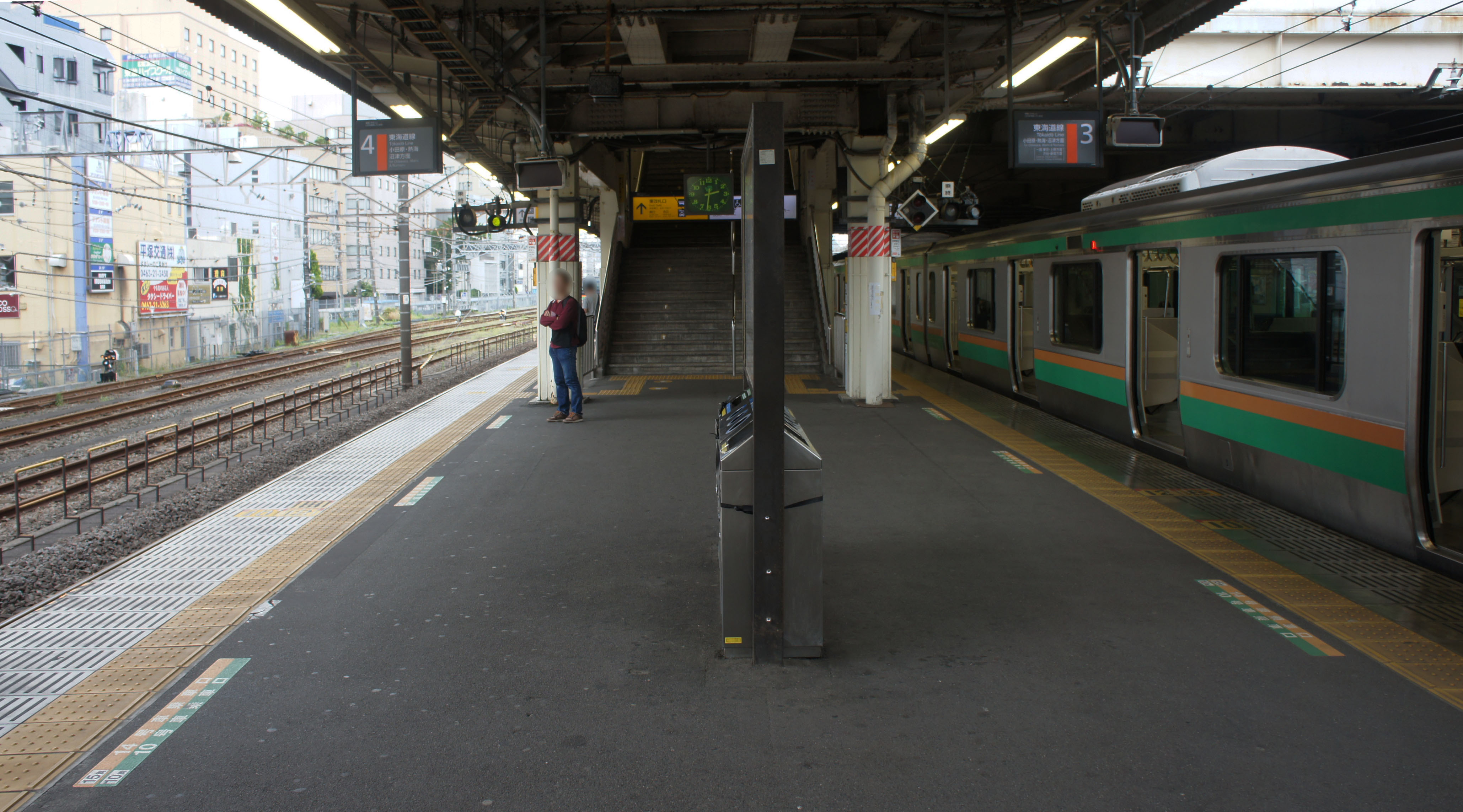
3、4號月台（2019年6月）

## 專用線
過去平塚站有東西向的專用線。一條是從車站北側往西轉向北方追分方向的第二海軍火薬廠線。另一條是本線南側往東至相模川岸急轉南北兩方分岐的線路，南側線路通往久領堤（くりょうづつみ）的橫須賀海軍工廠造機部平塚分工場（現東洋工機平塚工場），北側通往天沼的日本國際航空工業（現日產車體湘南工場、橫濱橡膠平塚製造所、相模石油平塚油槽所等）。另外，車站周邊還有通往中央瓦斯湘南營業所與日本菸草平塚工場的專用線。
在本站實施客貨分離，貨運業務轉至相模貨物站後，線形仍未變更。日產車體、橫濱橡膠線運作至1975年左右，日本煙草線與中央瓦斯線使用至1985年左右，通往馬入接觸公園北方平塚油槽所的相模石油線則一直至1996年9月才結束。油槽所在1998年4月改建為相模石油經營的「F.DREAM平塚」卡丁車賽車場。

## 使用情況
2019年（令和元年）度1日平均上車人次為60,941人。
在JR東日本車站中次於長津田站排名第78位。作為東海道本線的單獨站則僅次於高槻站，是JR東日本使用人次最多的東海道本線單獨站。
近年的推移如下表。
| 年度               | 1日平均 上車人次 | 來源                |
| ------------------ | ---------------- | ------------------- |
| 1995年（平成07年） | 62,527           | [ 乗降データ 2 ]    |
| 1998年（平成10年） | 60,126           | [ 神奈川県統計 1 ]  |
| 1999年（平成11年） | 59,222           | [ 神奈川県統計 2 ]  |
| 2000年（平成12年） | 58,142           | [ 神奈川県統計 2 ]  |
| 2001年（平成13年） | 57,813           | [ 神奈川県統計 3 ]  |
| 2002年（平成14年） | 57,453           | [ 神奈川県統計 4 ]  |
| 2003年（平成15年） | 57,393           | [ 神奈川県統計 5 ]  |
| 2004年（平成16年） | 57,599           | [ 神奈川県統計 6 ]  |
| 2005年（平成17年） | 58,241           | [ 神奈川県統計 7 ]  |
| 2006年（平成18年） | 59,016           | [ 神奈川県統計 8 ]  |
| 2007年（平成19年） | 60,445           | [ 神奈川県統計 9 ]  |
| 2008年（平成20年） | 60,677           | [ 神奈川県統計 10 ] |
| 2009年（平成21年） | 60,264           | [ 神奈川県統計 11 ] |
| 2010年（平成22年） | 59,955           | [ 神奈川県統計 12 ] |
| 2011年（平成23年） | 59,757           | [ 神奈川県統計 13 ] |
| 2012年（平成24年） | 60,643           | [ 神奈川県統計 14 ] |
| 2013年（平成25年） | 61,486           | [ 神奈川県統計 15 ] |
| 2014年（平成26年） | 59,918           | [ 神奈川県統計 16 ] |
| 2015年（平成27年） | 60,622           | [ 神奈川県統計 17 ] |
| 2016年（平成28年） | 61,844           | [ 神奈川県統計 18 ] |
| 2017年（平成29年） | 61,846           |                     |
| 2018年（平成30年） | 61,807           |                     |
| 2019年（令和元年） | 60,941           |                     |

## 車站周邊
公共設施
- 平塚市役所（日语：平塚市役所）
- 市民中心
- 市民廣場
- 平塚市中央公民館
- 平塚市博物館
- 平塚市美術館（日语：平塚市美術館）
- 平塚警察署（日语：平塚警察署）平塚站前交番
- 平塚市綜合公園（日语：平塚市総合公園）（檸檬瓦斯體育場平塚）
- 平塚商工會議所

郵局、金融機關
- 平塚郵便局（日语：平塚郵便局）
  - 郵貯銀行平塚店
- 平塚站前郵便局
- 平塚紅谷郵便局
- 橫濱銀行平塚支店
- 神奈川銀行（日语：神奈川銀行）平塚支店
- 三菱UFJ銀行平塚站前支店、平塚支店
- 瑞穗銀行平塚支店
- 三井住友銀行平塚支店
- 靜岡銀行平塚支店
- 駿河銀行（日语：スルガ銀行）平塚支店
- 平塚信用金庫（日语：平塚信用金庫）本店營業部、南口支店
- 中南信用金庫（日语：中南信用金庫）平塚支店
- 三菱UFJ信託銀行平塚支店

主要企業
- 湘南Cable Network（日语：湘南ケーブルネットワーク）
- 湘南平塚社區放送（日语：湘南平塚コミュニティ放送）（FM湘南ナパサ）

商店街、主要商業設施等
- PEARL ROAD商店街
- 湘南STAR Mall商店街
- 梅屋（日语：梅屋 (神奈川県)）
- GRAND HOTEL神奈中（日语：グランドホテル神奈中）平塚（神奈川中央交通本社）
- OSC湘南City（日语：Olympicグループ）
- LaLaport湘南平塚（日语：ららぽーと湘南平塚）
- Cineplex8平塚（日语：シネプレックス (企業)）
- 平塚競輪場（日语：平塚競輪場）
- Yaoko（日语：ヤオコー）老松町店
- Homecenter Kohnan（日语：コーナン）

學校
- 神奈川大學湘南平塚校區
- 東海大學湘南校區
- 平塚學園高等學校（日语：平塚学園高等学校）
- 神奈川縣立高濱高等學校（日语：神奈川縣立高濱高等學校）
- 神奈川縣立平塚江南高等學校（日语：神奈川県立平塚江南高等学校）
- 神奈川縣立平塚商業高等學校（日语：神奈川県立平塚商業高等学校）
- 神奈川縣立平塚農業高等學校（日语：神奈川県立平塚農業高等学校）
- 神奈川縣立平塚工科高等學校（日语：神奈川県立平塚工科高等学校）
- 神奈川縣立平塚湘風高等學校（日语：神奈川県立平塚湘風高等学校）
- 神奈川縣立平塚中等教育學校（日语：神奈川県立平塚中等教育学校）
- 平塚市立太洋中學校
- 平塚市立濱岳中學校（日语：平塚市立浜岳中学校）
- 平塚市立江陽中學校（日语：平塚市立江陽中学校）
- 平塚市立春日野中學校
- 平塚市立神明中學校（日语：平塚市立神明中学校）
- 平塚市立神田中學校（日语：平塚市立神田中学校）
- 平塚市立橫內中學校
- 平塚市立橫內小學校
- 平塚市立港小學校
- 平塚市立花水小學校（日语：平塚市立花水小学校）
- 平塚市立撫子小學校
- 平塚市立崇善小學校（日语：平塚市立崇善小学校）
- 平塚市立富士見小學校（日语：平塚市立富士見小学校）
- 平塚市立松原小學校
- 平塚市立大原小學校
- 平塚市立八幡小學校

## 巴士路線

### 北口
因應無障礙化工程，2009年6月26日起變更乘車處配置。
運行業者皆為神奈川中央交通西。
| 乘車處                     | 系統 | 主要行經地                                           | 目的地               | 備註                               |
| -------------------------- | ---- | ---------------------------------------------------- | -------------------- | ---------------------------------- |
| 1號乘車處                  | 平37 | 古花水、公所                                         | 神奈川大學校舍前     | 13時以後                           |
| 1號乘車處                  | 平38 | 古花水、日向岡隧道                                   | 神奈川大學校舍前     | 13時以後，僅平日                   |
| 2號乘車處                  | 平30 | 橫濱橡膠前、南原、德延、日向岡隧道                   | 湘南惠之丘           |                                    |
| 2號乘車處                  | 平31 | 橫濱橡膠前、南原、德延、公所                         | 松岩寺               |                                    |
| 2號乘車處                  | 平32 | 橫濱橡膠前、南原、德延、公所、松岩寺                 | 二宮站南口           |                                    |
| 2號乘車處                  | 平34 | 橫濱橡膠前、南原、纏入口、公所                       | 松岩寺               |                                    |
| 2號乘車處                  | 平73 | 橫濱橡膠前、南原、纏入口、廣川、金目站               | 東海大學             |                                    |
| 2號乘車處                  | 平76 | 橫濱橡膠前、南原、德延、公所、神奈川大學、上井之口   | 秦野站南口           |                                    |
| 3號乘車處                  | 平21 | 八間通、中里、農業高校、市民醫院                     | 金田公民館           |                                    |
| 3號乘車處                  | 平22 | 八間通、諏訪町、農業高校                             | 市民醫院             |                                    |
| 3號乘車處                  | 平33 | 山下、上寺坂                                         | 松岩寺               |                                    |
| 3號乘車處                  | 平35 | 山下                                                 | 湘南平               | 1日僅4班                           |
| 3號乘車處                  | 平36 | 山下、上寺坂                                         | 二宮站南口           | 1日僅2 - 3班                       |
| 3號乘車處                  | 平44 | 細石、二宮站南口、國府津站                           | 小田原站             | 僅週六一班                         |
| 3號乘車處                  | 平46 | 細石                                                 | 二宮站南口           |                                    |
| 3號乘車處                  | 平47 | 大磯站                                               | 二宮站南口           |                                    |
| 3號乘車處                  | 平48 | 化粧坂                                               | 大磯站               |                                    |
| 3號乘車處                  | 平77 | 八間通、諏訪町、農業高校、市民醫院、長持、金目站     | 東海大學             |                                    |
| 4號乘車處                  | 平62 | 綜合公園、住宅前、四之宮                             | 【循環】平塚站北口   | 僅平日1班                          |
| 4號乘車處                  | 平63 | 住宅前、橫內                                         | 田村車庫             | 深夜巴士                           |
| 4號乘車處                  | 平65 | 湘南車檢場前、大島                                   | 田村車庫             |                                    |
| 4號乘車處                  | 平66 |                                                      | 平塚球場             | 臨時直通。部分班次在北口下車處發車 |
| 4號乘車處                  | 平67 | 神明、橫內                                           | 田村車庫             |                                    |
| 4號乘車處                  | 平68 | 住宅前、橫內                                         | 愛甲石田站           |                                    |
| 4號乘車處                  | 平86 | 住宅前、橫內、大田小學校前                           | 伊勢原站南口         |                                    |
| 4號乘車處                  | 平97 | 湘南車檢場前、大島、平間入口                         | 伊勢原站南口         |                                    |
| 5號乘車處                  | 平11 | LaLaport湘南平塚南、LaLaport湘南平塚                 | 平塚站北口           | 循環系統                           |
| 5號乘車處                  | 平51 | 舊道                                                 | 田村車庫             | 有深夜巴士                         |
| 5號乘車處                  | 平52 | 新道                                                 | 田村車庫             |                                    |
| 5號乘車處                  | 平60 | 稻荷前                                               | 田村車庫             |                                    |
| 5號乘車處                  | 平61 | 稻荷前                                               | 【循環】平塚站北口   | 僅平日3班                          |
| 6號乘車處                  | 平50 | 柳之內                                               | Riverside前          | 夜間、有深夜巴士                   |
| 6號乘車處                  | 平53 | 大神                                                 | 本厚木站南口         |                                    |
| 6號乘車處                  | 平54 | 大神、小田急通                                       | 本厚木站南口         | 僅週六1班                          |
| 6號乘車處                  | 平57 | 東真土                                               | 【急行】本厚木站南口 | 僅早晨                             |
| 6號乘車處                  | 平58 | 四之宮、柳之內                                       | 大神工業團地         | 僅平日早晨與傍晚                   |
| 7號乘車處                  | 平88 | 八間通、新大繩橋、城島小學校前、大田小學校前         | 伊勢原站南口         |                                    |
| 7號乘車處                  | 平89 | 橫濱橡膠前、大繩橋、矢崎、伊勢原團地、伊勢原站南口   | 東海大學醫院         | 僅平日1班                          |
| 7號乘車處                  | 平90 | 橫濱橡膠前、大繩橋、矢崎、伊勢原團地                 | 伊勢原站南口         |                                    |
| 7號乘車處                  | 平91 | 橫濱橡膠前、大繩橋、矢崎、伊勢原中學校前             | 伊勢原站南口         |                                    |
| 7號乘車處                  | 平92 | 橫濱橡膠前、新大繩橋、矢崎、富士見野、伊勢原中學校前 | 伊勢原站南口         |                                    |
| 7號乘車處                  | 平93 | 橫濱橡膠前、新大繩橋、矢崎、富士見野                 | 伊勢原車庫           |                                    |
| 7號乘車處                  | 平94 | 橫濱橡膠前、大繩橋、大住中學校前、伊勢原中學校前     | 伊勢原站南口         |                                    |
| 7號乘車處                  | 平96 | 橫濱橡膠前、大繩橋                                   | 矢崎                 | 僅深夜巴士                         |
| 7號乘車處                  | 平99 | 崇善小學校前、平塚盲學校前、橫濱橡膠前               | 平塚站北口           |                                    |
| 8號乘車處                  | 平20 | 八間通、南原                                         | 金田公民館           | 僅早晨傍晚                         |
| 8號乘車處                  | 平71 | 八間通、南原、長持、金目站、南平橋                   | 秦野站               |                                    |
| 8號乘車處                  | 平74 | 八間通、南原、長持、金目站、下大槻團地               | 秦野站               | 有深夜巴士                         |
| 8號乘車處                  | 平75 | 八間通、南原、長持、金目站、上井之口                 | 秦野站南口           | 1日3本                             |
| 8號乘車處                  | 平78 | 八間通、南原                                         | 長持                 | 僅平日早晨1班                      |
| 9號乘車處                  | 茅06 | 今宿                                                 | 茅崎站               |                                    |
| 9號乘車處                  | 平07 | 新道、東八幡工業團地、八幡                           | 【循環】平塚站北口   | 僅平日傍晚1班                      |
| 9號乘車處                  | 平09 | 馬入、小松製作所                                     | 【循環】平塚站北口   | 9時以後                            |
| 9號乘車處                  | 平09 | 新道                                                 | 東八幡工業團地       | 週六日一班                         |
| 10號乘車處                 | 平26 | 古花水、市民醫院                                     | 高村團地             |                                    |
| 10號乘車處                 | 平28 | 明石町、中里、大町                                   | 湘南日向岡           | 有深夜巴士                         |
| 10號乘車處                 | 平29 | 古花水、山下團地                                     | 高村團地             | 有深夜巴士                         |
| 11號乘車處 （首班 - 13時） | 平10 | 急行、日向岡隧道                                     | 神奈川大學校舍前     | 僅平日1班                          |
| 11號乘車處 （首班 - 13時） | 平37 | 古花水、公所                                         | 神奈川大學校舍前     |                                    |
| 11號乘車處 （首班 - 13時） | 平38 | 古花水、日向岡隧道                                   | 神奈川大學校舍前     | 僅平日、週六                       |
| 12號乘車處 （首班 - 9時）  | 平07 | 新道、東八幡工業團地、八幡                           | 【循環】平塚站北口   | 僅平日                             |
| 12號乘車處 （首班 - 9時）  | 平08 | 八幡、東八幡工業團地、新道                           | 【循環】平塚站北口   | 僅平日1班                          |
| 12號乘車處 （首班 - 9時）  | 平09 | 馬入、小松製作所                                     | 【循環】平塚站北口   |                                    |
| 12號乘車處 （首班 - 9時）  | 平64 | 八幡、小松製作所                                     | 【循環】平塚站北口   | 僅平日1班                          |

- 東京站、新宿站發車的深夜急行巴士亦停靠到北口。
- 湘南平塚七夕祭（日语：湘南ひらつか七夕まつり）舉行期間，除了開設平塚站北口 - 濱見平團地、平塚站北口 - 本厚木站南口（直行）等的臨時巴士，一般路線亦可能開設區間巴士。
- 過去北口有往用田、櫻丘站、相模野站、寒川神社的路線巴士。過去初詣期間會開設往寒川神社的巴士，但近年已停開。

### 南口
| 乘車處            | 系統 | 主要行經地       | 目的地             | 備註                   |
| ----------------- | ---- | ---------------- | ------------------ | ---------------------- |
| 20號乘車處        | 平12 |                  | 須賀港             |                        |
| 21號乘車處        | 平13 | 明神前方向       | 【循環】平塚站南口 |                        |
| 21號乘車處        | 平14 | 教會前方向       | 【循環】平塚站南口 |                        |
| 21號乘車處        | 平15 | 堇平方向         | 【循環】平塚站南口 | 僅平日夜間與週六日上午 |
| 21號乘車處        | 平16 | 湘南海岸公園方向 | 【循環】平塚站南口 | 週六日上午以外         |
| 22號乘車處        | 平39 | 下花水橋         | 大磯站             |                        |
| 22號乘車處        | 平40 | 下花水橋         | 西海岸             | 有深夜巴士             |
| Shuttle Bus乘車處 | 平18 |                  | 平塚競輪場         | 僅競輪比賽日           |

## 其他
- 相模鐵道擁有泉野線湘南台站（藤澤市）延伸至平塚站的執照，但目前沒有具體計劃。

## 相鄰車站
東日本旅客鐵道
 東海道線
- 特急「湘南」部分停車站（下行全列車停車）

■快速「ACTY」（東京方向起訖）、■特別快速（經湘南新宿線）
茅崎（JT 10）－平塚（JT 11）－國府津（JT 14）
■普通（東京方向起訖）、■快速（經湘南新宿線，下行列車自戶塚站起為普通列車）
茅崎（JT 10）－平塚（JT 11）－大磯（JT 12）

### 使用情況
JR東日本1日平均使用人數
1. ↑  各駅の乗車人員 （页面存档备份，存于） - JR東日本

JR東日本統計資料
1. ↑  平塚市統計書 （页面存档备份，存于） - 平塚市
2. ↑  線区別駅別乗車人員（1日平均）の推移 （页面存档备份，存于） - 17ページ

JR東日本1999年度以後上車人次
1. ↑  各駅の乗車人員（1999年度） （页面存档备份，存于） - JR東日本
2. ↑  各駅の乗車人員（2000年度） （页面存档备份，存于） - JR東日本
3. ↑  各駅の乗車人員（2001年度） （页面存档备份，存于） - JR東日本
4. ↑  各駅の乗車人員（2002年度） （页面存档备份，存于） - JR東日本
5. ↑  各駅の乗車人員（2003年度） （页面存档备份，存于） - JR東日本
6. ↑  各駅の乗車人員（2004年度） （页面存档备份，存于） - JR東日本
7. ↑  各駅の乗車人員（2005年度） （页面存档备份，存于） - JR東日本
8. ↑  各駅の乗車人員（2006年度） （页面存档备份，存于） - JR東日本
9. ↑  各駅の乗車人員（2007年度） （页面存档备份，存于） - JR東日本
10. ↑  各駅の乗車人員（2008年度） （页面存档备份，存于） - JR東日本
11. ↑  各駅の乗車人員（2009年度） （页面存档备份，存于） - JR東日本
12. ↑  各駅の乗車人員（2010年度） （页面存档备份，存于） - JR東日本
13. ↑  各駅の乗車人員（2011年度） （页面存档备份，存于） - JR東日本
14. ↑  各駅の乗車人員（2012年度） （页面存档备份，存于） - JR東日本
15. ↑  各駅の乗車人員（2013年度） （页面存档备份，存于） - JR東日本
16. ↑  各駅の乗車人員（2014年度） （页面存档备份，存于） - JR東日本
17. ↑  各駅の乗車人員（2015年度） （页面存档备份，存于） - JR東日本
18. ↑  各駅の乗車人員（2016年度） （页面存档备份，存于） - JR東日本
19. ↑  各駅の乗車人員（2017年度） （页面存档备份，存于） - JR東日本
20. ↑  各駅の乗車人員（2018年度） （页面存档备份，存于） - JR東日本
21. ↑  各駅の乗車人員（2019年度） （页面存档备份，存于） - JR東日本

神奈川縣縣勢要覽
1. ↑  平成12年 - 220ページ
2. 1 2  平成13年PDF - 222ページ
3. ↑  平成14年PDF - 220ページ
4. ↑  平成15年PDF - 220ページ
5. ↑  平成16年PDF - 220ページ
6. ↑  平成17年PDF - 222ページ
7. ↑  平成18年PDF - 222ページ
8. ↑  平成19年PDF - 224ページ
9. ↑  平成20年PDF - 228ページ
10. ↑  平成21年PDF - 238ページ
11. ↑  平成22年PDF - 236ページ
12. ↑  平成23年PDF - 236ページ
13. ↑  平成24年PDF - 232ページ
14. ↑  平成25年PDF - 234ページ
15. ↑  平成26年PDF - 236ページ
16. ↑  平成27年PDF - 236ページ
17. ↑  平成28年PDF - 244ページ
18. ↑  平成29年PDF - 236ページ

## 外部連結
- 車站資訊（平塚）：東日本旅客鐵道

35°17′56″N 139°15′28″E / 35.29889°N 139.25778°E